# Rasmus Fleischer
Rasmus Siegfried Fleischer, född 19 april 1978 i Halmstad, är en svensk historiker och författare.

## Biografi

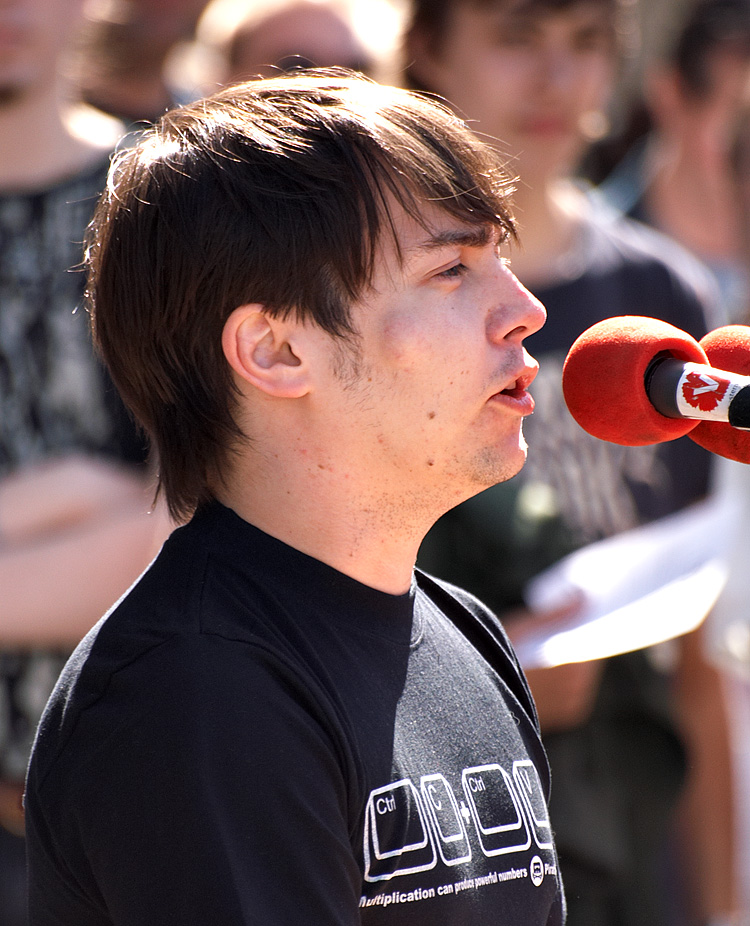
Fleischer talar på uppdrag av Piratbyrån vid en demonstration år 2006.

Mellan 1998 och 2000 studerade Fleischer till musiker på Kungliga Musikhögskolan i Stockholm, men hoppade av utbildningen och kom i stället att arbeta som journalist vid tidningen Arbetaren under några år i början av 2000-talet. Som historiestudent skrev han uppsatser om bland annat konspirationsteorier och rasism.
Fleischer tog kandidatexamen vid Södertörns högskola och disputerade i september 2012 på doktorsavhandlingen Musikens politiska ekonomi: lagstiftningen, ljudmedierna och försvaret av den levande musiken, 1925–2000 vid Lunds universitet. Avhandlingen belönades med Cliopriset år 2013 liksom med Rudolf Meidner-priset samma år. Tiden som doktorand tillbringades vid Samtidshistoriska institutet på Södertörns högskola.
Sedan hösten 2013 forskar Fleischer i ekonomisk historia vid Stockholms universitet. Han forskade 2014–2018 i ett tvärvetenskapligt forskningsprojekt som fokuserade på Spotify. Sedan 2019 är han aktiv i ett treårigt projekt angående Kvalitetsvärderingar i konsumentprisindex och dess betydelse för social och ekonomisk historia.
Vid sidan av sin forskning är Fleischer kulturskribent vid Expressen och har på senare år[när?] medverkat i tidskrifter som Brand, Konstnären och Subaltern. Sedan 2004 driver han bloggen Copyriot.
Han är även sporadiskt verksam som musiker med blockflöjt och klarinett som huvudsakliga instrument. Han har spelat medeltidsmusik i ensemblen Vox Vulgaris och mer nyligen[när?] medverkat i musikkollektivet Vårt Solsystem.
Fleischer var en av grundarna till den upphovsrättskritiska grupperingen Piratbyrån hösten 2003. Han var fram till nedläggningen 2010 en av talespersonerna för organisationen och debattör i upphovsrätts- och fildelningsfrågor. Rasmus Fleischer rankades på sjunde plats när tidningen Ny Teknik listade de femtio mest inflytelserika personerna inom den svenska IT-branschen år 2006 och på åttonde plats år 2007.
Tidigare[när?] har Fleischer varit aktiv inom Syndikalistiska ungdomsförbundet, SUF.
Rasmus Fleischer är bosatt i Stockholm. Han är bror till konstpedagogen Gisela Fleischer och sedan 10 juli 2019 gift med Katarina Lindqvist.

## Författarskap

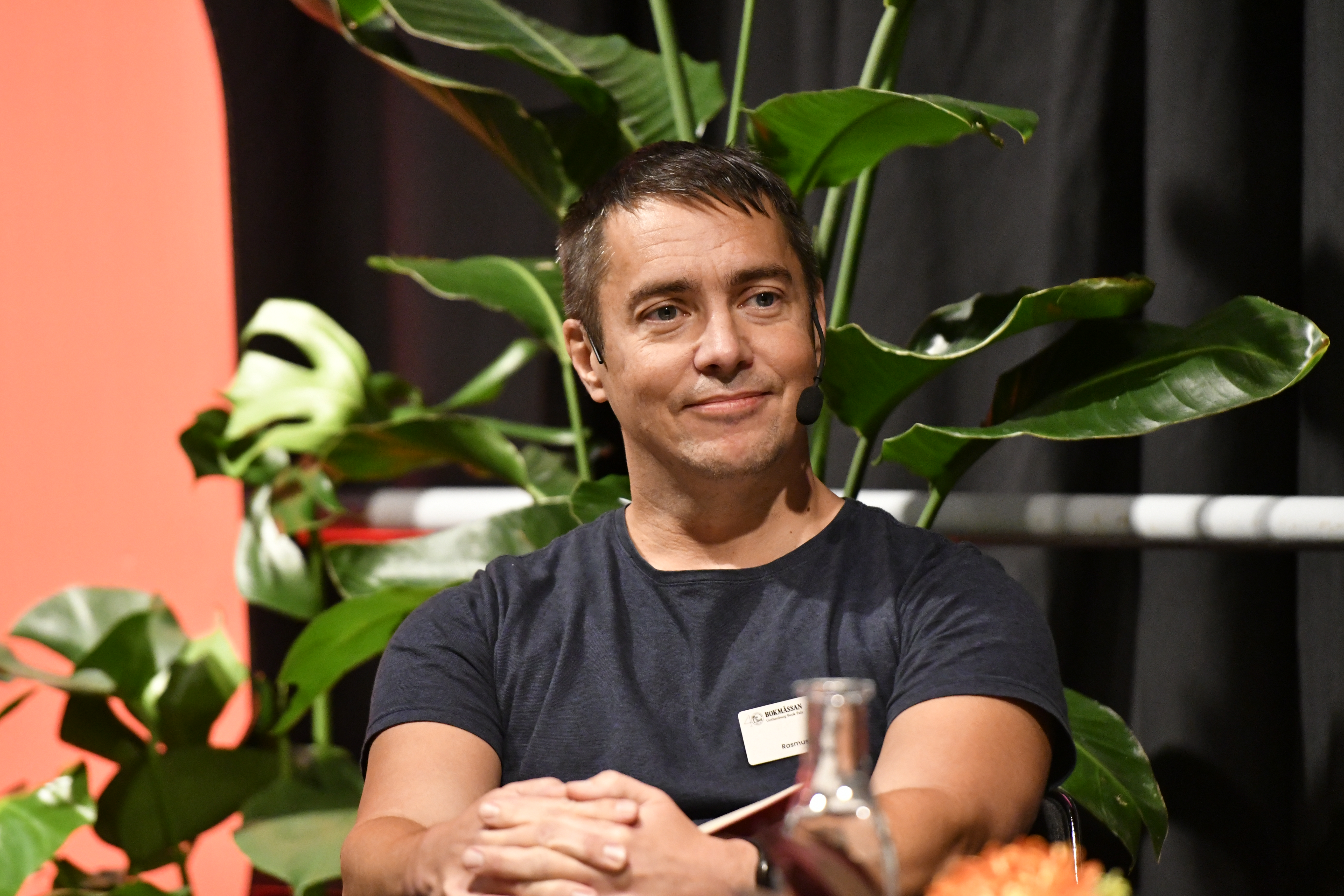
Rasmus Fleischer på bokmässan i Göteborg 2024.

Hösten 2009 debuterade Fleischer som författare med boken Det postdigitala manifestet. Han undersöker där hur digitaliseringsprocessen förändrar människors förhållande till musik som konstform. Fleischers tes är att samtidens överflöd av inspelad musik i form av mp3-filer och olika webbtjänster skapar ett allt större behov av att göra musiklyssnandet till en kollektiv upplevelse som äger rum på en specifik plats vid ett särskilt tillfälle. I och med detta överskrids det digitala förhållningssättet till musik, där lyssnandet sker individuellt via en mp3-spelare eller dator.
2011 publicerades Fleischers andra bok, dubbelvolymen Boken & Biblioteket. I Boken visar Fleischer hur digitaliseringen av text, alltmer avancerade print-on-demand-tekniker och läsplattor suddat ut bokformatets gränser och möjliggjort nya flöden av text. Denna upplösning av bokformatet innebär enligt Fleischer stora utmaningar för bokbranschen och kulturpolitiken, som inte längre kan utgå från någon given definition av vad som är en bok. I Biblioteket diskuteras hur det svenska biblioteksväsendet bör förhålla sig till denna utveckling. Fleischer kritiserar den utbredda idén om att biblioteken borde "bli digitala", och argumenterar istället för att bibliotekens centrala uppgift är att utgöra en fysisk plats där nya allmänheter kan växa fram.
År 2012 publicerades Musikens politiska ekonomi (2012), som är Fleischers doktorsavhandling i historia.
I november 2013 utgavs Tapirskrift, som är en samlingsvolym med texter som Fleischer författat åren 2010–2013.
Tillsammans med medie- och kommunikationsprofessorn Pelle Snickars skrev Fleischer 2018 boken Den svenska enhörningen: storyn om Spotify som kritiskt granskar berättelsen om den svenska musikstreamingtjänsten Spotify.

## Kritik
Fleischer har fått kritik för sina ställningstaganden i Israel/Palestinakonflikten från forskaren Andreas Malm. Malm har kallat Fleischer renegat och blodtörstig sionist. Då Fleischer kritiserade Malm för hans stöd för Hizbollah, skrev Malm att Fleischer själv varit Hizbollah-sympatisör några år tidigare. Malm avslutar artikeln: "Rasmus Fleischer har under de senaste veckorna gjort klart att han inte bara sympatiserar med denna rasism - han vill se mer av den, i handling."